# هکتور بابنکو
هکتور بابنکو (انگلیسی: Héctor Babenco؛ زادهٔ ۷ فوریهٔ ۱۹۴۶-درگذشتهٔ ۱۳ ژوئیهٔ ۲۰۱۶) کارگردان اهل آرژانتین بود.
از فیلم‌ها یا برنامه‌های تلویزیونی که وی در آن‌ها نقش داشت می‌توان به آیرن‌وید و پیش از آغاز شب اشاره کرد.